# Lars Johan Carlsson-Frosterud
Lars Johan Carlsson-Frosterud, före 1921 Carlsson, (i riksdagen kallad Carlsson i Malmberget, senare Carlsson i Frosterud och Carlsson-Frosterud i Skåre) född 1 oktober 1863 i Hillareds socken, Västergötland, död 20 november 1930 i Stockholm (kyrkobokförd i Grava församling, Värmland), var en svensk lantbrukare och politiker och riksdagsman för socialdemokraterna. Han ägde godset Frosterud i Rudskoga socken 1911 till 1920 och godset Skåre i Grava socken från 1920. 1901 till 1911 var han parkföreståndare vid Folkets hus i Malmberget.
Carlsson-Frosterud var ledamot av riksdagens andra kammare 1906-1914 och från 1918 till sin död 1930. Han företrädde Kalix domsagas valkrets 1906-1908, Gällivare domsagas valkrets 1909-1911, Norrbottens läns norra valkrets 1912-1914, Värmlands läns östra valkrets 1918-1921 och Värmlands läns valkrets 1922-1930.
Mellan 1918 och 1930 var Carlsson-Frosterud ledamot av Värmlands läns landsting.